# Северная Рассоха (приток Вильвы)
Северная Рассоха — река в Горнозаводском муниципальном округе Пермского края, приток Вильвы, притока Усьвы. Длина составляет 22 км. Истоки в заболоченных лесах урочища Ушаковские Поляны у восточного подножия горы Хариусный Камень. Здесь же в нескольких километрах восточнее находятся истоки Усьвы, а северо-западнее — истоки Малой Хариусной, текущей на север. Основное направление течения Северной Рассохи — на юг. В среднем течении на правом берегу - урочище (ранее посёлок) Рассоха. Впадает в Вильву справа, в 146 км от её устья. У устья — посёлок Нововильвенский.

## Данные водного реестра
По данным государственного водного реестра России, река относится к Камскому бассейновому округу, бассейн реки Кама, подбассейн — Кама до Куйбышевского водохранилища (без бассейнов рек Белой и Вятки), водохозяйственный участок реки — Чусовая от в/п пгт. Кын до устья. Код объекта в государственном водном реестре — 10010100712111100011658.